# 川崎村 (岩手県)
川崎村（かわさきむら）は、岩手県東磐井郡にあった村。1956年に薄衣村（うすぎぬむら）と門崎村（かんざきむら）が合併して成立。2005年（平成17年）9月20日に、旧・一関市、花泉町、大東町、千厩町、東山町、室根村と合併し、新たな一関市となり廃止。
大船渡線の開業までは北上川舟運の中継地となっていた。

## 地理

### 自然
- 河川：北上川、砂鉄川、千厩川など
- 山岳：石蔵山など

村の端を流れる北上川は、1947年9月に発生したカスリーン台風や翌年のアイオン台風、更に2002年の台風6号によって村の中心部などに大規模な洪水被害をもたらした。それぞれの洪水被害が分かる洪水痕跡板が、村内の至る箇所に設置されている。

## 歴史

### 地名の由来
前九年の役の際に設置された、安倍氏十二柵の一つ、｢河崎柵｣の比定地であることによる。 

### 年表
川崎村発足後の主な事象。
- 1959年（昭和34年）12月 - 川崎保育所を設置[2]。
- 1961年（昭和36年） - 川崎村商工会が結成[3]。
- 1965年（昭和40年） - 薄衣地区に東磐衛生処理場を設置[3]。
- 1968年（昭和43年） - 川崎村中央公民館と村民プールを設置[3]。
- 1971年（昭和46年） - 過疎市町村に指定[3]。
- 1973年（昭和48年） - 両磐広域消防組合川崎分署と門崎保育所を設置[3]。
- 1986年（昭和61年）9月30日 - 村のシンボル（木・花・鳥）を制定[4]。
- 1998年（平成10年）12月 - 生涯学習ステーションを設置[5]。
- 2002年（平成14年）7月 - 台風6号による水害が発生。最高水位は11.5メートルに達した[5]。
- 2003年（平成15年）4月 - 北上大橋が完成。道の駅かわさきが開業[5]。

### 行政区域の変遷
- 1889年（明治22年）4月1日 - 町村制が施行される。
  - 薄衣村が単独で村制施行し、東磐井郡薄衣村が成立。
  - 門崎村が単独で村制施行し、東磐井郡門崎村が成立。
- 1956年（昭和31年）9月30日 - 薄衣村と門崎村が合併し、東磐井郡川崎村となる。
- 2005年（平成17年）9月20日 - 川崎村と旧・一関市、西磐井郡花泉町、東磐井郡大東町、同郡千厩町、同郡東山町、同郡室根村が合併し、新たな一関市となる。

## 行政

### 村長
| 代 | 氏名       | 就任日                     | 退任日                     | 備考 |
| -- | ---------- | -------------------------- | -------------------------- | ---- |
| 初 | 瀬上静雄   | 1956年（昭和31年）11月15日 | 1960年（昭和35年）11月14日 |      |
| 2  | 山形薫     | 1960年（昭和35年）11月15日 | 1968年（昭和43年）11月14日 | 2期  |
| 3  | 高橋泰三   | 1968年（昭和43年）11月15日 | 1972年（昭和47年）11月14日 |      |
| 4  | 海野甚之助 | 1972年（昭和47年）11月15日 | 1984年（昭和59年）11月14日 | 3期  |
| 5  | 千葉榮     | 1984年（昭和59年）11月15日 | 1992年（平成4年）11月14日  | 3期  |
| 6  | 千葉莊     | 1992年（平成4年）11月15日  | 2005年（平成17年）9月19日  | 4期  |

## 公的機関

### 警察
岩手県警察
- 千厩警察署（管轄：東磐井郡）
  - 川崎駐在所

### 消防
両磐地区消防組合
- 千厩消防署川崎分署

## 公共施設

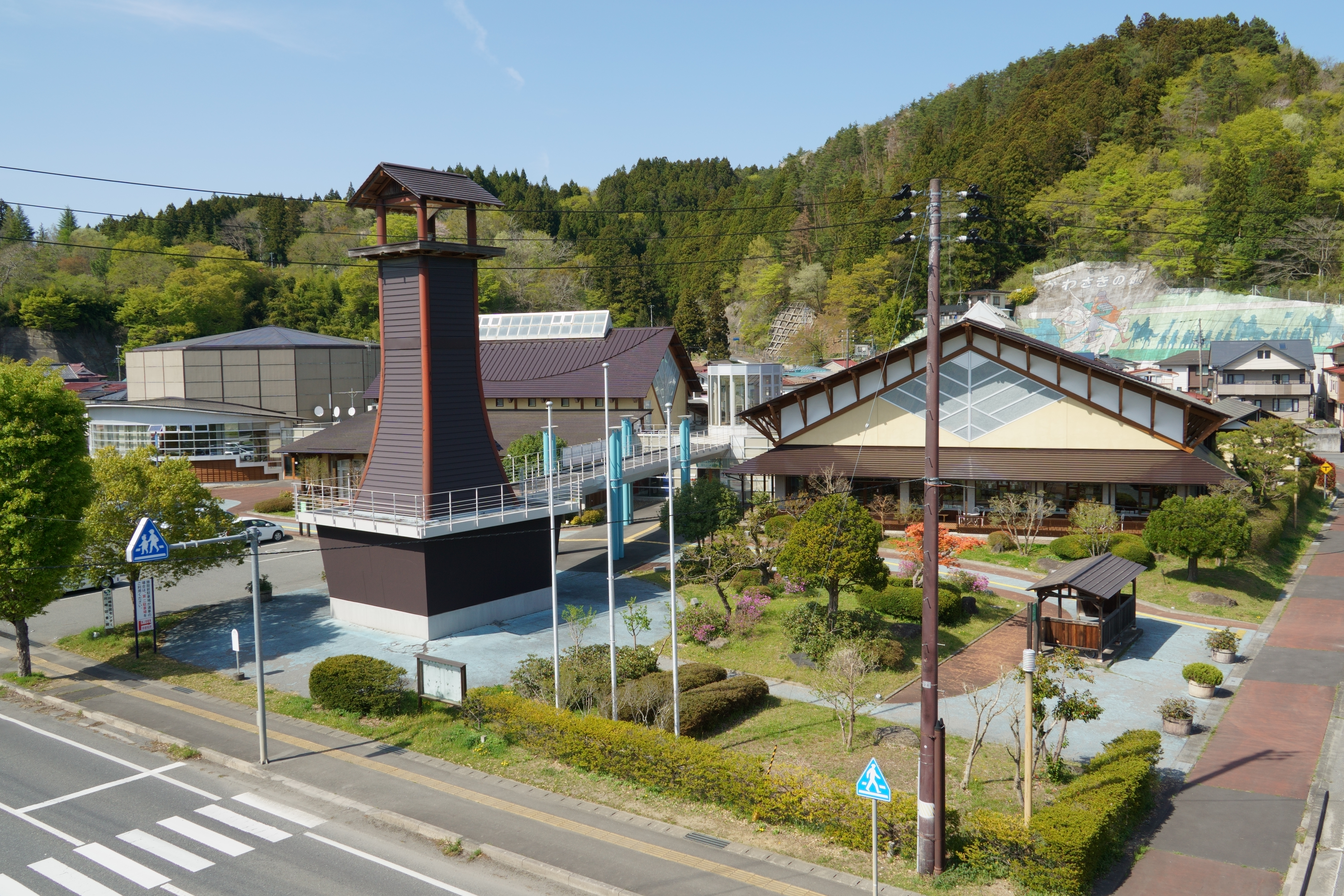
1998年12月完成の生涯学習ステーション（2024年4月）

主な施設を掲載。

### 図書館
- 川崎村立図書館

### 公民館
- 川崎村立川崎公民館（生涯学習ステーション）
- 柳沢公民館

### 文化センター
- 村民ホール（生涯学習ステーション内）

### 運動施設
- 川崎スポーツステーション：川崎体育センター（アリーナ：1,020 m2）、川崎テニスコート、川崎運動広場（多目的グラウンド：13,354 m2）

## 経済

### 第一次産業
- 畑作
- 稲作

### 町内に本社及び拠点事務所を置く主な企業
- 門崎（外食）
- 信原工業所

## 郵便

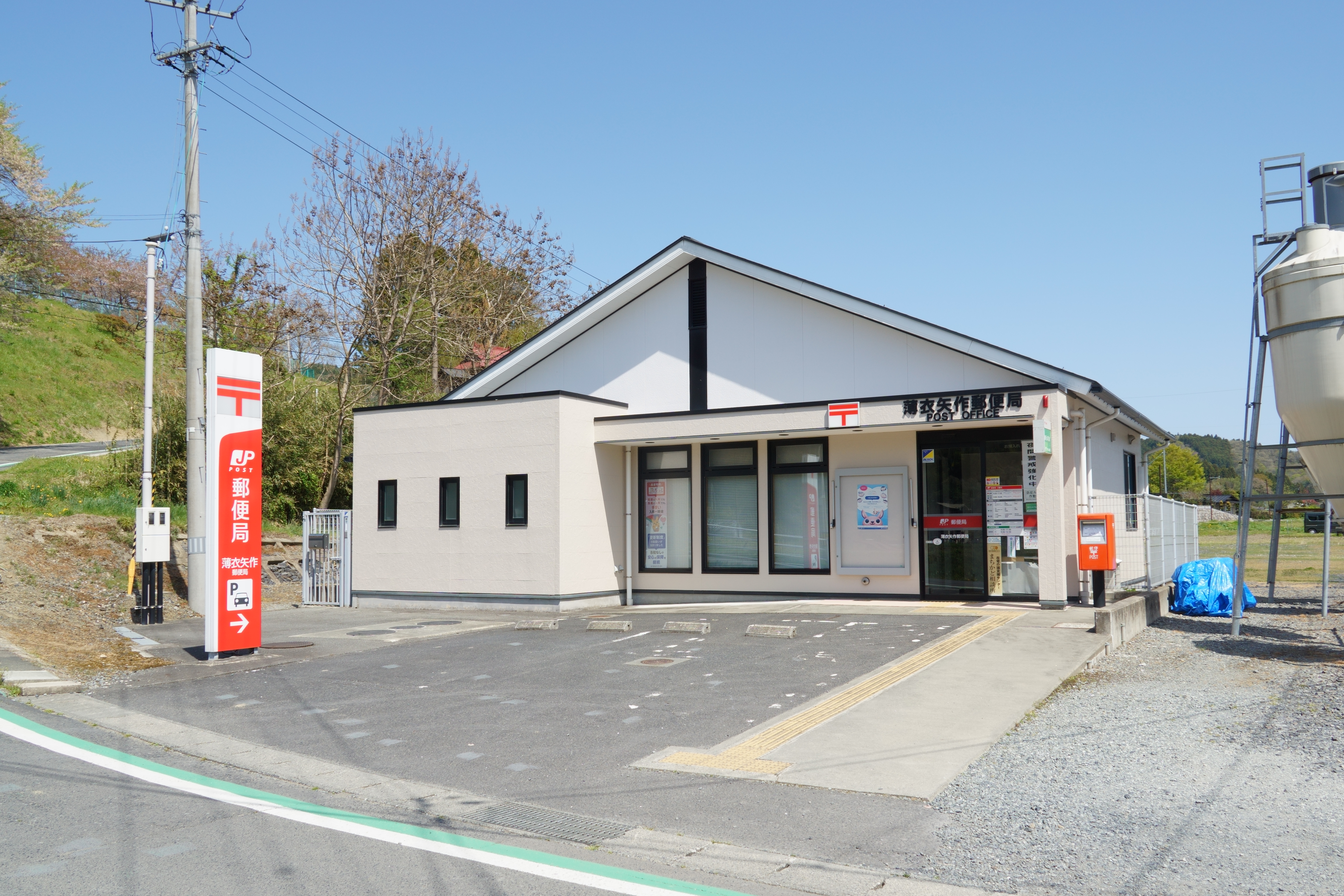
薄衣矢作郵便局（2024年4月）

郵便局
- 薄衣郵便局（集配局）
- 薄衣矢作郵便局
- 門崎郵便局

## 教育
村内に高等学校は所在しない。最寄りの高校は岩手県立千厩高等学校（千厩町）。

### 高等学校
- 岩手県立千厩高等学校薄衣分校（1964年、千厩高校へ統合）

### 中学校
- 川崎村立川崎中学校

※以下は廃校
- 川崎村立薄衣中学校（1962年、新設の川崎中学校へ統合）
- 川崎村立門崎中学校（同上）

### 小学校
- 川崎村立薄衣小学校
- 川崎村立門崎小学校

※以下は廃校
- 川崎村立薄衣小学校柳沢分校（1967年、薄衣小学校へ統合）
- 川崎村立薄衣小学校南分校（1976年、薄衣小学校へ統合）

### 保育園
- 川崎村立川崎保育園
- 川崎村立門崎保育園

※以下は廃園
- 高成保育所（2004年、川崎保育園へ統合）

## 交通

### 鉄道
- 東日本旅客鉄道（JR東日本）
  - 大船渡線：陸中門崎駅

### 道路
- 一般国道
  - 国道284号
    - 道の駅：かわさき
- 一般県道
  - 岩手県道168号薄衣舞川線
  - 宮城県道・岩手県道189号東和薄衣線
  - 岩手県道267号松川千厩線
  - 岩手県道282号東山薄衣線

## 名所・旧跡・観光

### 岩手県指定文化財
- 最明寺石塔婆
- 大乗寺のオシラサマ（有形民俗文化財）
- 布佐神楽
- 薄衣の笠マツ（天然記念物）

## 文化・名物

### 祭事・催事
- ちゃっこい村のでっかい花火大会（かわさき夏まつり花火大会）
毎年8月16日に北上川大橋付近の北上河畔で開催される花火大会。二尺玉や水中花火などが打ち上げれられる、東北有数の祭典である[9]。1962年（昭和37年）に始まった[10]。
- 浪分神社天王祭
- Eボート大会 - 1995年（平成7年）に始まった[11]。

### 名産・特産
- かにばっと - 北上川で獲れたモクズガニを出汁に使用したはっと（郷土料理）で、秋が旬[10][12]。
- 金時まんぢゅう[13]
- がんづき[13]
- リンゴ[13][14]

## 出身著名人
- 佐藤智一 - 漫画家
- 佐藤智広 - 俳優[15]